# Диацетилен
Диацетилен (1,3-бутадиин) — органическое соединение, непредельный углеводород, алкадиин.

## Физические свойства
При комнатной температуре бесцветный, плотный горючий газ с запахом дипропаргила.
Температура самовоспламенения диацетилена в воздухе 200 °C при 1 am, что значительно ниже, чем для ацетилена.
Диацетилен растворяется в органических растворителях, таких как диметилформамид, бензол, ацетон, и в воде (в 1 объёме 4,6 объёма диацетилена).

## Химические свойства
По химическим свойствам диацетилен близок ацетилену, однако диацетилен значительно более взрывоопасен. Устойчив ниже 0 °C, при комнатной температуре самопроизвольно полимеризуется. При взаимодействии с аммиачными растворами солей Cu(I) образует легко взрывающиеся ацетилениды. Метиновые атомы Н в молекуле диацетилена могут замещаться: а) оба одновременно, например, при получении реактива Иоцича; б) только один, как в реакции Манниха.
При взаимодействии с ацетоном диацетилен превращается в дииндиол — реактив, используемый во многих органических синтезах (аналогично реактиву Гриньяра):
2CH3—C(O)—CH3 + C4H2 → HO—C(CH3)2—C2—C2—C(CH3)2—OH
Присоединение по тройным связям диацетилена происходит последовательно. При его гидрировании можно получить дивинил, при хлорировании — гексахлор-2-бутен, при взаимодействии со спиртами и при реакции с Н2О — диацетил, при взаимодействии с алкиламинами или тиолами — соответствующие замещенные винилацетилена.
Даёт осадки с аммиачными растворами галоидных солей серебра и меди (закиси); серебряное соединение желтого цвета (отличие от серебряного производного ацетилена, которое белого цвета), медное — фиолетового. Оба сильно взрываются, даже смоченные водой.

## Горение диацетилена
Диацетилен при сгорании в смеси с кислородом может развивать высокую температуру, более высокую чем смеси ацетилена и кислорода (max~2621 °C). Теоретически, смеси диацетилена и кислорода могли бы быть лучшей альтернативой ацетилено-кислородным смесям, используемым при газопламенной обработке металлов, но крайняя чувствительность диацетилена к источникам огня, склонности к сильному взрывному распаду и полимеризации, очень затрудняют это использование диацетилена. С другой стороны состав продуктов сгорания диацетилена в кислороде ещё более благоприятен в отношении проведения в нём металлургических процессов газовой сварки стали. Пламя диацетилено-кислородной смеси имеет очень большую яркость, очерчено резче чем ацетилено-кислородное пламя, и «хвост» этого пламени имеет карминово-красный цвет с бледно-фиолетовой каймой, что свидетельствует о диссоциации молекул азота, подсасываемого из окружающего воздуха.
Диацетилен, или его стабильные смеси с другими горючими, мог бы быть использован в качестве высокоэффективного ракетного топлива, но исследования в этой области практически не проводились.

## Получение
Диацетилен — побочный продукт при получении ацетилена электрокрекингом метана (выход ~ 1,2-2 %об).
Получают его дегидрогалогенированием 1,4-дихлор-2-бутина или 1,2,3,4-тетрабромбутана.
В лабораторных условиях удобнее всего получать действием на н-бутан четырёхкратным количеством брома:
C4H10 + 4Br2 → H3C—CBr2—CBr2—CH3 (88 %) + 4HBr
и последующим элиминированием бромоводорода сухой щёлочью:
H3C—CBr2—CBr2—CH3 (88 %) + 4NaOH → C4H2 + 4NaBr + 4H2O.

## Токсические свойства
В высоких концентрациях диацетилен вызывает паралич дыхания.